# Mangyül Gungthang
| Tibetische Bezeichnung                     |
| ------------------------------------------ |
| Tibetische Schrift: མང་ཡུལ་གུང་ཐང            |
| Wylie-Transliteration: mang yul gung thang |
| Chinesische Bezeichnung                    |
| Vereinfacht: 芒域贡堂                      |
| Pinyin:Mángyù gòngtáng                     |

Mangyül Gungthang (Tib.: མང་ཡུལ་གུང་ཐང, Umschrift nach Wylie: mang yul gung thang) ist die Bezeichnung eines tibetischen Königreiches, das um 1265  im Südwesten Tibets errichtet wurde. Dieses Königreich stand unter der Jurisdiktion von Sakya. Die Herrscher dieses kleinen Königreiches, das von 1268 bis 1287 eine der berühmten Dreizehn Zehntausendschaften (tib.: khri skor bcu gsum) bildete, waren die Könige von Gungthang (tib.: gung thang rgyal po). Sie regierten unter der Vorherrschaft wechselnder zentraltibetischer Oberherrn dieses Reich von 1265 bis 1620.
Dzongkar (Weiße Festung) ist die Bezeichnung der Burg der Könige von Mangyül Gungthang.